# 羽茅
羽茅（学名：Achnatherum sibiricum），为禾本科芨芨草属下的一个植物种。